# Ludwig Schunke
Ludwig Schuncke (Kassel, 21 de desembre de 1810 - Leipzig, 7 de desembre de 1834) fou un músic i compositor alemany.
Concertista de corn i amic de Robert Schumann, fou deixeble del seu pare, el cronista Godfried (1777-1840), i després de Friedrich Kalkbrenner i d'Anton Reicha a París. Donà diversos concerts amb força èxit en la capital francesa i a Viena, i el 1833 s'establí a Leipzig, on, amb Schumann, fou un dels fundadors de la Neue Zeitschrift für Musik. Morí als vint-i-quatre anys de tuberculosi i el quadre en el qual està en el seu llit de mort, el seu amic Schumann el tingué en el seu estudi fins que ell morí. Les poques composicions que deixà denoten un talent sucós i ple d'ardor, sobretot una sonata i un rondó, per a piano.